# Dehibolo
Dehibolo (auch Dii-Bala; in der lokalen Sprache Diybolo; usbekisch Dehibolo oder Dexibolo, kyrillisch Деҳиболо; russisch Дюйбало) ist ein Bergdorf im Bezirk Boysun des Viloyat Surxondaryo im Südosten Usbekistans. Es ist vor allem bekannt als das höchstgelegene Dorf des Landes und als Ausgangspunkt für die Erkundung der Höhle Boybuloq, der tiefsten Höhle in Zentralasien und einer der tiefsten Höhlen der Welt.

## Name
Der Name stammt aus der Sprache der Einwohner der tadschikischen Sprache, einem Dialekt des Persischen. Er setzt sich aus zwei Wörtern zusammen: „dehi“ – Dorf und „bolo“ – oben, was zusammengesetzt „oberes Dorf“ ergibt.

## Lage

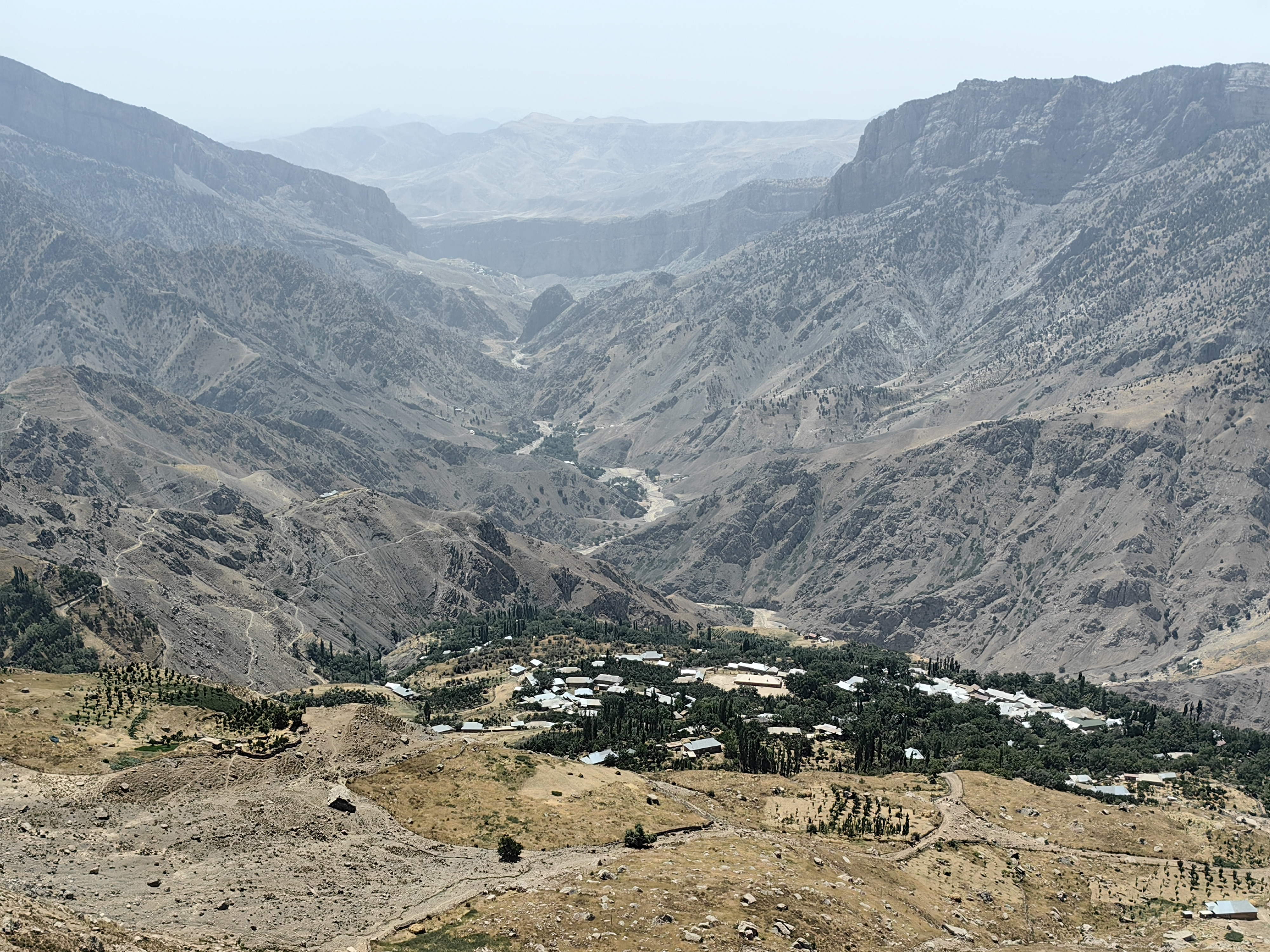
Blick aus dem Norden mit den Bergen Kushona und Buzraha

Dehibolo liegt im Südosten Usbekistans, 50 km von der Grenze zu Tadschikistan und 120 km von der Grenze zu Afghanistan entfernt, auf einer Höhe von 1750 Metern. Es liegt oberhalb des Flusses Zervaroz, unter der südöstlichen Wand des Berges Chul-Bair (höchster Gipfel 3822 Meter ü. NN.), einem der drei südwestlichsten Ausläufer des Hissargebirges, einem Gebirgssystem des Tian Shan. Das Gebiet von Dehibolo, einschließlich der Seitentäler mit Obstgärten und kleinen Feldern, die von spät im Frühjahr bis zum Herbst bewirtschaftet werden, wird im Westen bis Nordosten von Chul-Bair, im Osten vom Berg Kushona (2840 m) und im Süden bis Südwesten vom Berg Buzraha (2340 m) begrenzt.
Die nächstgelegenen Dörfer sind Kurgancha (Qurghoncha), 4 km westlich im Tal, das sich auf beiden Seiten des Flusses Zervaroz erstreckt, und Alachapan, 5 km nordwestlich, am Fuß des südwestlichen Hangs des Chul-Bair. Die Entfernung von Boysun, dem Verwaltungszentrum des Bezirks, nach Dehibolo beträgt 29 km Luftlinie und 50 km oder drei bis vier Stunden Fahrt mit einem Geländewagen.

## Geschichte
Laut mündlicher Überlieferung wurde Dehibolo vor etwa 800 Jahren von Menschen aus Boysun und Duschanbe besiedelt. Bis in die moderne Zeit waren hochgelegene Bergdörfer wie Dehibolo weitgehend selbstversorgend, insbesondere während der Wintermonate, wenn die Wege nach außen für etwa ein halbes Jahr durch Schnee blockiert waren. Viehzucht lieferte Fleisch und Milchprodukte, und das Dorf hatte eine Mühle für Weizen und eine Ölmühle für Leinsamenöl. Die Dorfbewohner webten Teppiche aus Schaf- und Ziegenwolle, pressten Filz für Winterkleidung und nähten Rindsleder. Es gab einen Schmied im Dorf, einen Volksheiler und Hebammen, die bei Geburten halfen.

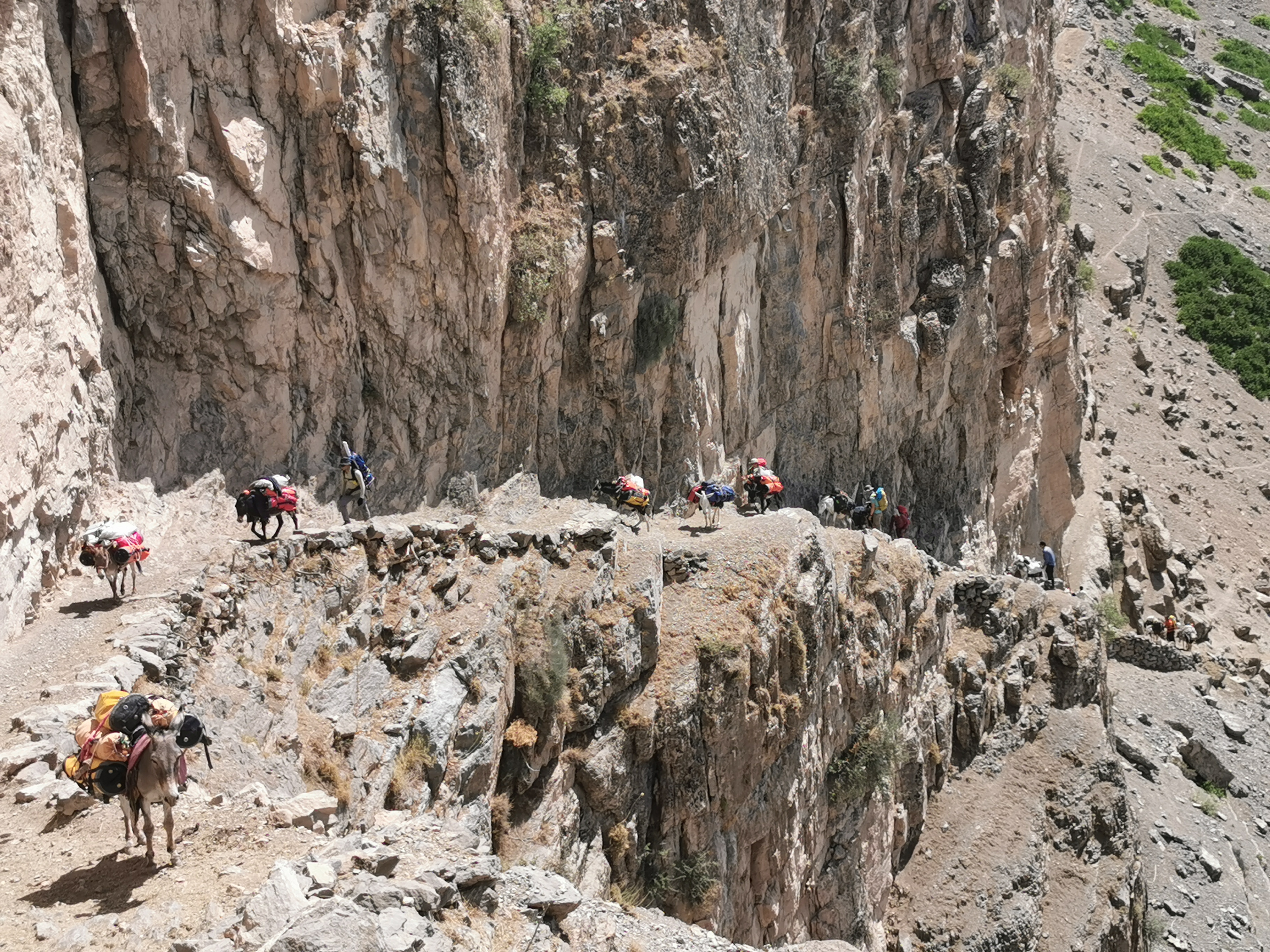
Bergweg westlich des Dorfes

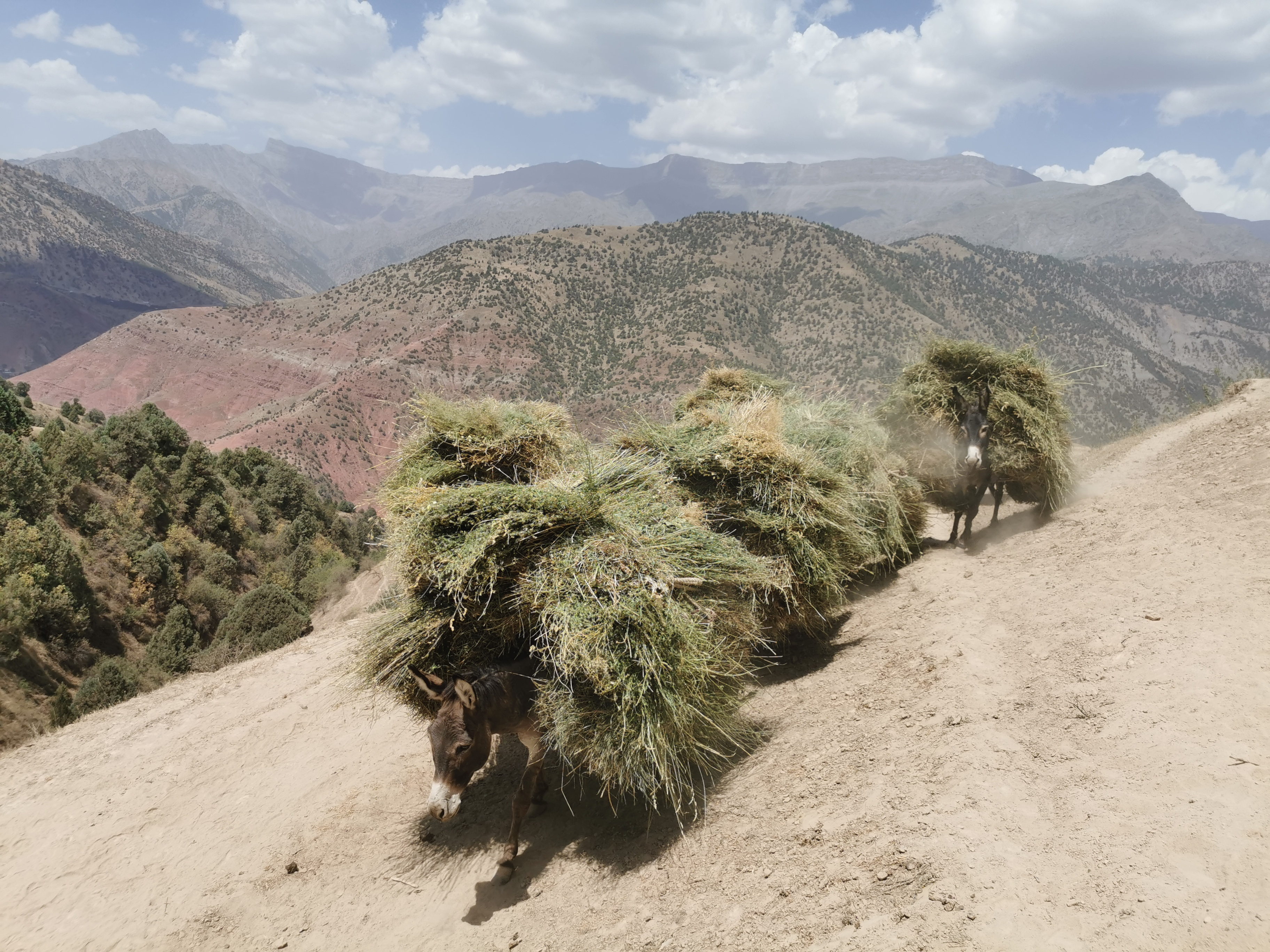
Esel transportieren Heu auf dem Chul-Bair-Weg zurück nach Dehibolo

Vor über hundert Jahren wurde das Weiden ein immer größeres Problem mit dem Wachstum der Bevölkerung und des Viehbestandes. Dehibolo liegt unter einer 150–200 Meter hohen Felswand, während auf der anderen Seite des Kamms die Neigung sanft ist und Plätze für Getreidefelder und Weiden bietet, die aufgrund der Wand jedoch unzugänglich sind. Eine wohlhabende Witwe, Bibi Shah, die eine große Herde Schafe und Ziegen, Rinder und Pferde besaß und viele Hirten und Diener beschäftigte, schlug vor, einen breiten Weg zu finanzieren, der die Wand durchqueren würde. Die Steinmetze, unter der Leitung des Meisters Olim, bauten einen 500 Meter langen Weg westlich des Dorfes, der an einigen Stellen in die Klippe geschnitten und, wo nötig, mit Holzbewehrungen verstärkt wurde. Zu Ehren von Bibi Shah wurde der Weg Bibishoh shotisi genannt. 1975 wurde der Weg renoviert. Er wurde im Film „Forgotten Songs“ über Boysun erwähnt, der von Temurmalik Yunusov inszeniert wurde.

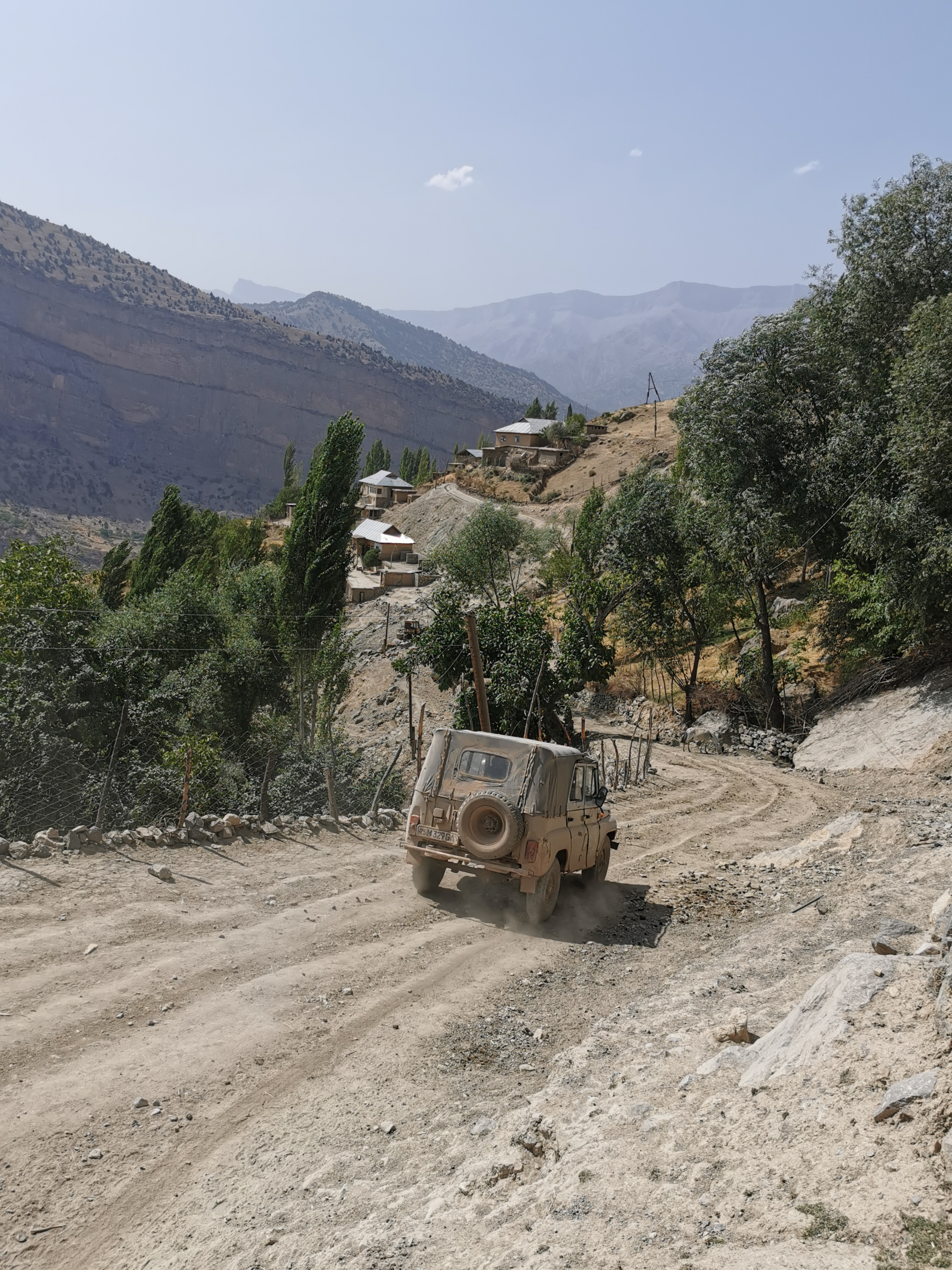
Straße nach Kurgancha

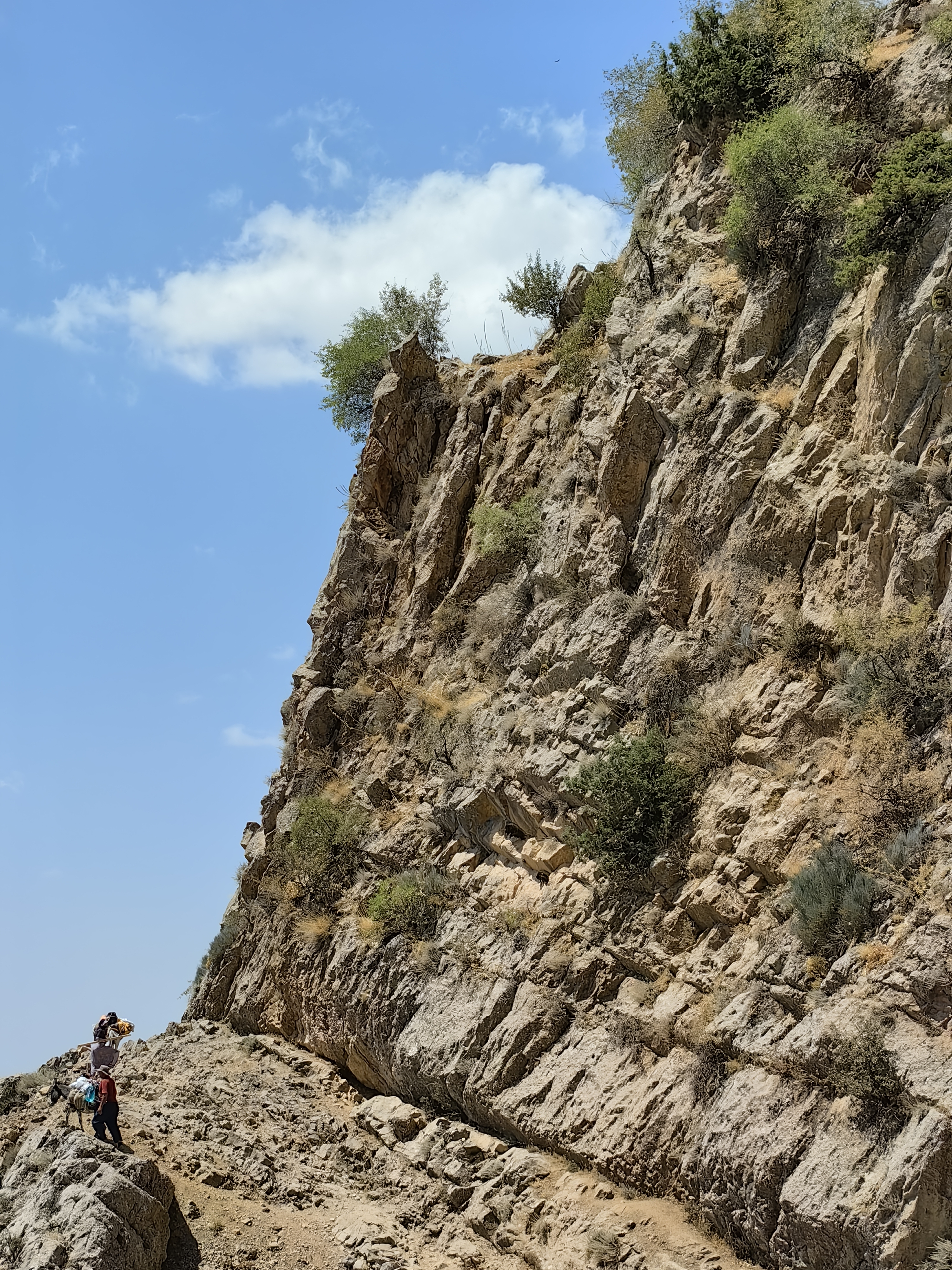
Gipfel der Felswand nördlich von Dehibolo

Laut Aleksej V. Arapov, einem Historiker und Kulturautor aus Taschkent, saß bis Mitte des 20. Jahrhunderts ein großes hölzernes Idol mit übereinandergeschlagenen Beinen und Armen vor einer Nische hoch an der Chul-Bair-Wand über dem Dorf. Auf Befehl des Mullah wurde das Idol entfernt und in Stücke gehackt.
Wasser begann 1971 in das Dorf zu fließen, als ein Rohr verlegt wurde, dessen Ende sich am westlichen Eingang des Dorfes befindet und als Dorfbrunnen dient. Es wurde von der Quelle Hodja Nur oberhalb von Dehibolo unter der Chul-Bair-Wand gespeist.
Die befahrbare Straße von Kurgancha, die deutlich kürzer ist als der vorherige Weg, wurde 1982 gebaut. 1983 wurde das Dorf an das Stromnetz des Landes angeschlossen. Es war nicht für den Betrieb von Haushaltsgeräten gedacht und wurde, hauptsächlich für die Beleuchtung genutzt.

## Wirtschaft und Infrastruktur

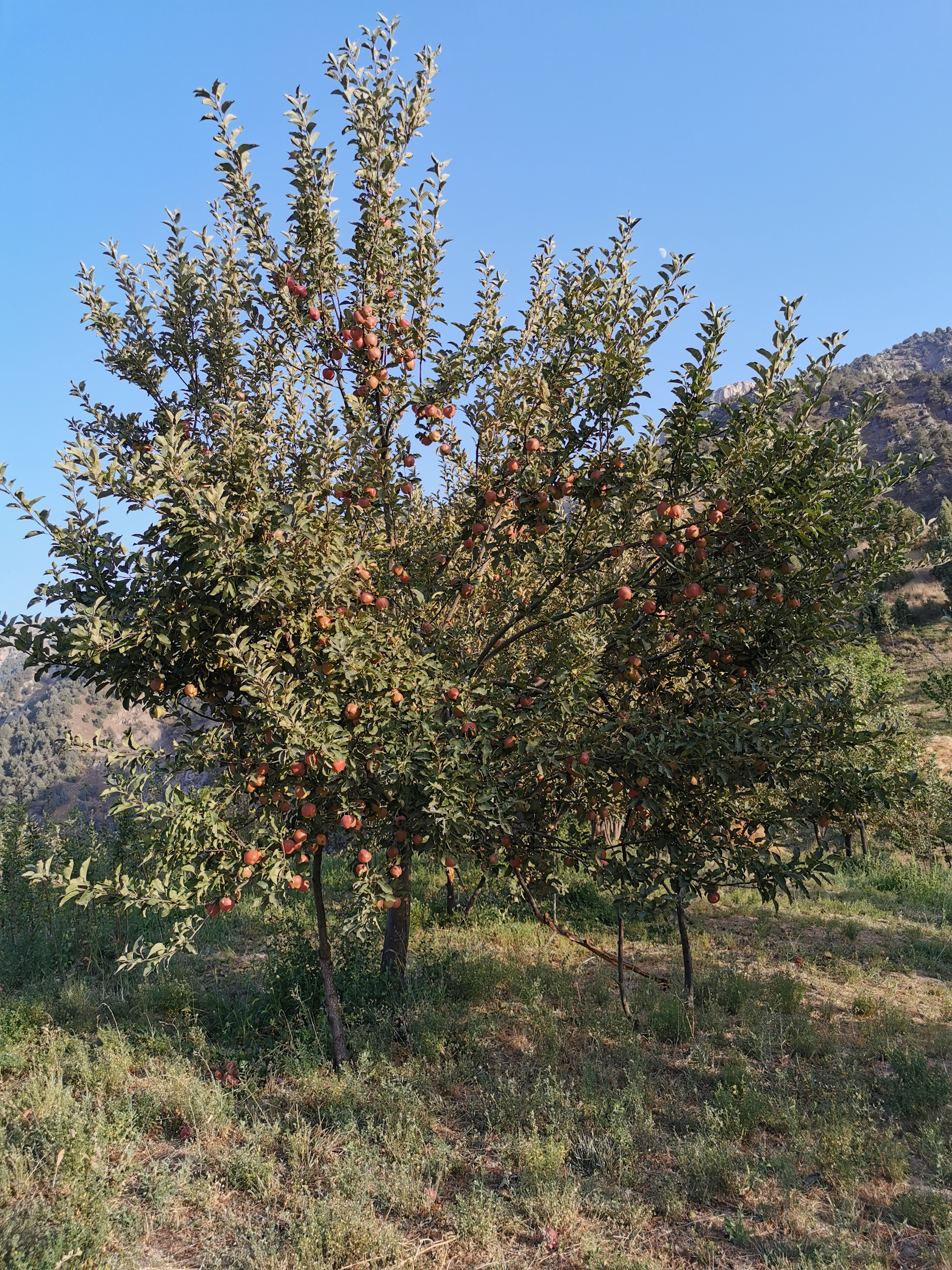
Apfelplantage

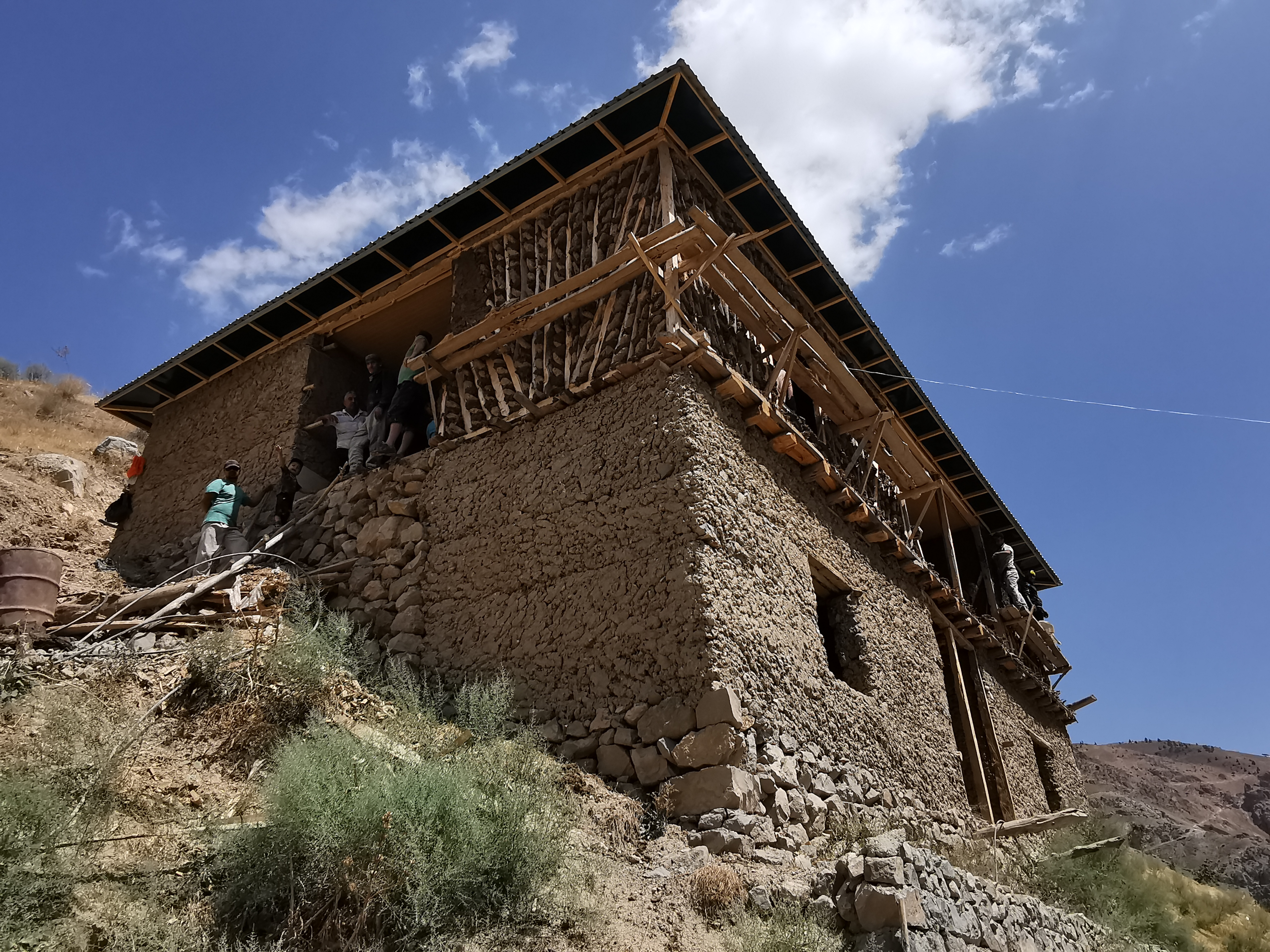
Haus im Bau

Die Bevölkerung lebt von der Viehzucht, Landwirtschaft, dem Obst- und Gartenbau sowie vom Kleeanbau. Die vorherrschenden Nutztiere sind Ziegen und Schafe, zudem gibt es einige Rinder, Geflügel und häufig auch Bienenhaltung. Esel dienen als Transportmittel für Waren und Personen zu den Weiden, kleinen Feldern, Obstgärten und Häusern in den entlegenen Tälern. Äpfel sind das Hauptobst, ergänzt durch Pfirsiche, Pflaumen und Walnüsse.
Wie in anderen abgelegenen Bergdörfern des Bezirks Boysun wie Alachapan, Kurgancha oder Dugoba hat Dehibolo seine ursprüngliche Architektur bewahrt. Die Häuser werden, mit Ausnahme der Dächer aus Wellblech, aus lokal verfügbarem Holz, Stein und Lehm gebaut. Aufgrund der Wasserknappheit, da alles Wasser zu Fuß herbeigeschafft wird, sind die Häuser im Dorf mit Trockentoiletten ausgestattet. Das Kochen erfolgt hauptsächlich auf Gasherden, wobei das Dorf mit 50-Liter-Gasflaschen aus dem Servicezentrum für die Lagerung und Verteilung von Haushaltsgas in Dugoba versorgt wird.
Im Jahr 2024 wurde die Mobilfunkabdeckung durch Mobilfunkmasten auf dem Berg Buzraha auf der gegenüberliegenden Seite des Flusstals Zervaroz bereitgestellt. Diese Reichweite umfasst auch höhere Lagen in den Tälern östlich von Dehibolo, wo die Sommerhäuser zwar nicht an das Stromnetz angeschlossen sind, jedoch gelegentlich Autobatterien, die von Packeseln aus dem Dorf herbeigebracht werden, verwendet werden, um die Telefone aufzuladen und abends eine Beleuchtung zu bieten.
Im Tal unterhalb des Dorfes, direkt über dem Fluss Zervaroz und der Straße nach Kurgancha, auf einer Höhe von 1455 Metern, befindet sich eine große Trinkwasserquelle.

## Soziales Leben und Bildung

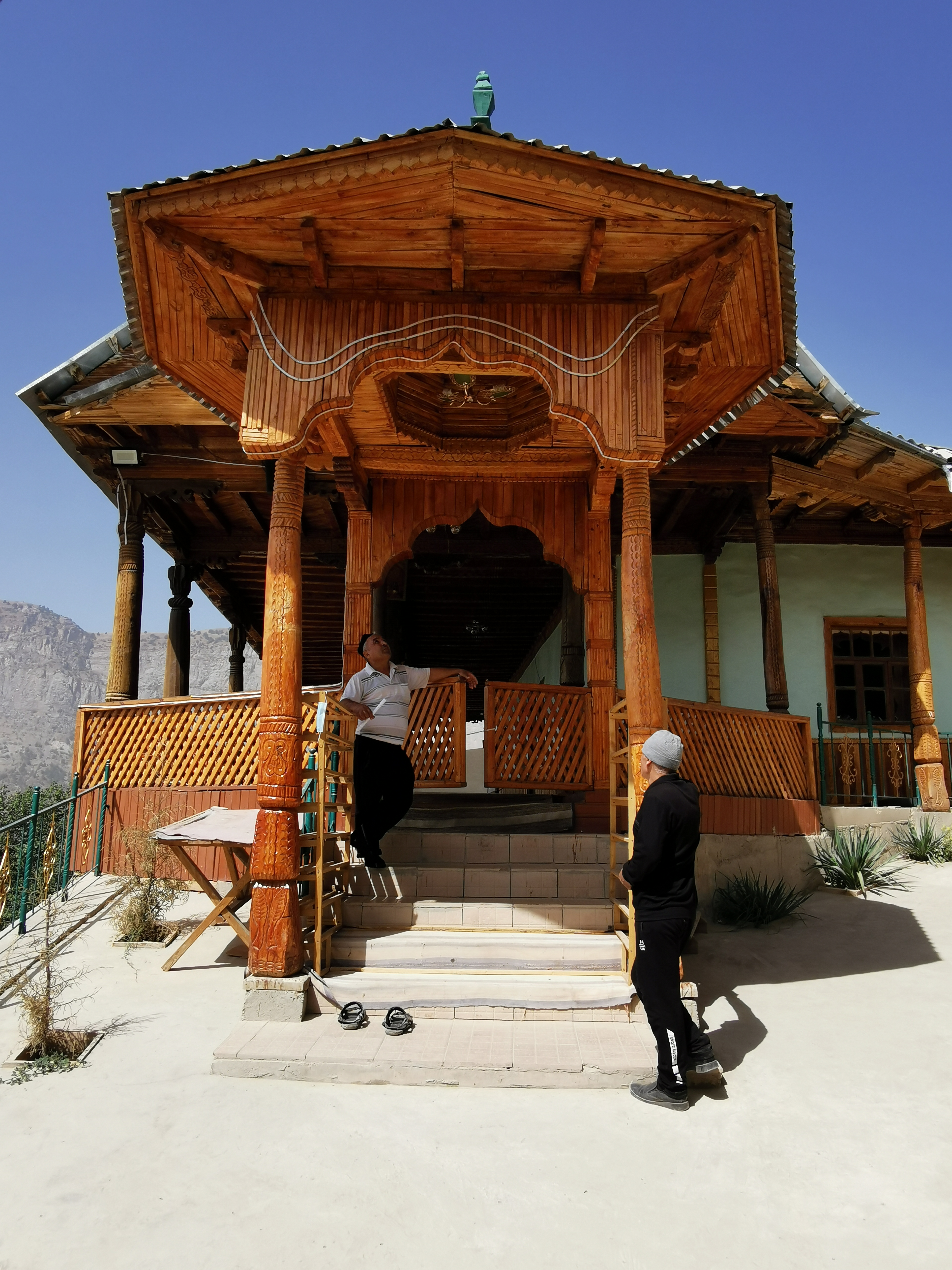
Moschee-Eingang

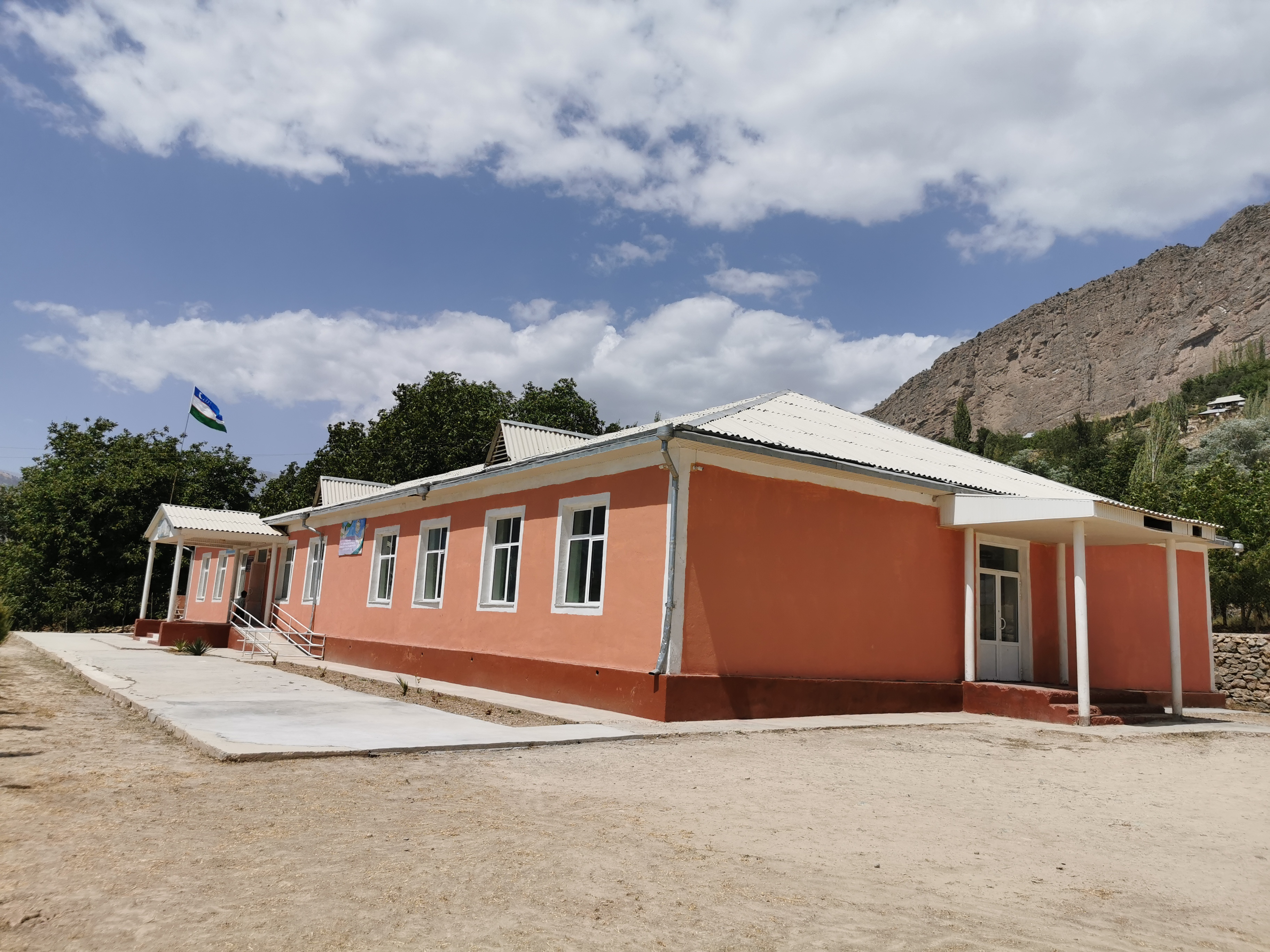
Die Schule

Im Jahr 2024 hatte Dehibolo 987 Einwohner, die in 168 Haushalten lebten.
In Dehibolo gibt es eine 150 Jahre alte Moschee, die den Namen Abu Hanifa trägt und am 31. März 2021 von der Justizbehörde des Viloyats Surxondaryo registriert wurde. Die Moschee wurde von Handwerkern aus dem Dorf und Meister Tashmuhammad vor 2021 erneuert. Die Säulen und die Decke der Moschee sind aus Holz und mit floralen und ornamentalen Schnitzereien verziert. Der Friedhof von Dehibolo befindet sich auf der Ostseite des Dorfes.
In Dehibolo gibt es außerdem eine Schule mit 11 Klassenstufen, die Schule Nr. 19 des Bezirks Boysun. Sie wurde im August 2021 renoviert. Im Schuljahr 2020/2021 wurden dort 224 Schüler unterrichtet, wobei der Unterricht in zwei Schichten aufgeteilt war, eine Vormittags- und eine Nachmittagsschicht.

## Boybuloq
Dehibolo wurde in den späten 1980er Jahren als Ausgangspunkt für eine der tiefsten Höhlen der Welt, Boybuloq auf 2647 Metern Höhe, weltweit bekannt.

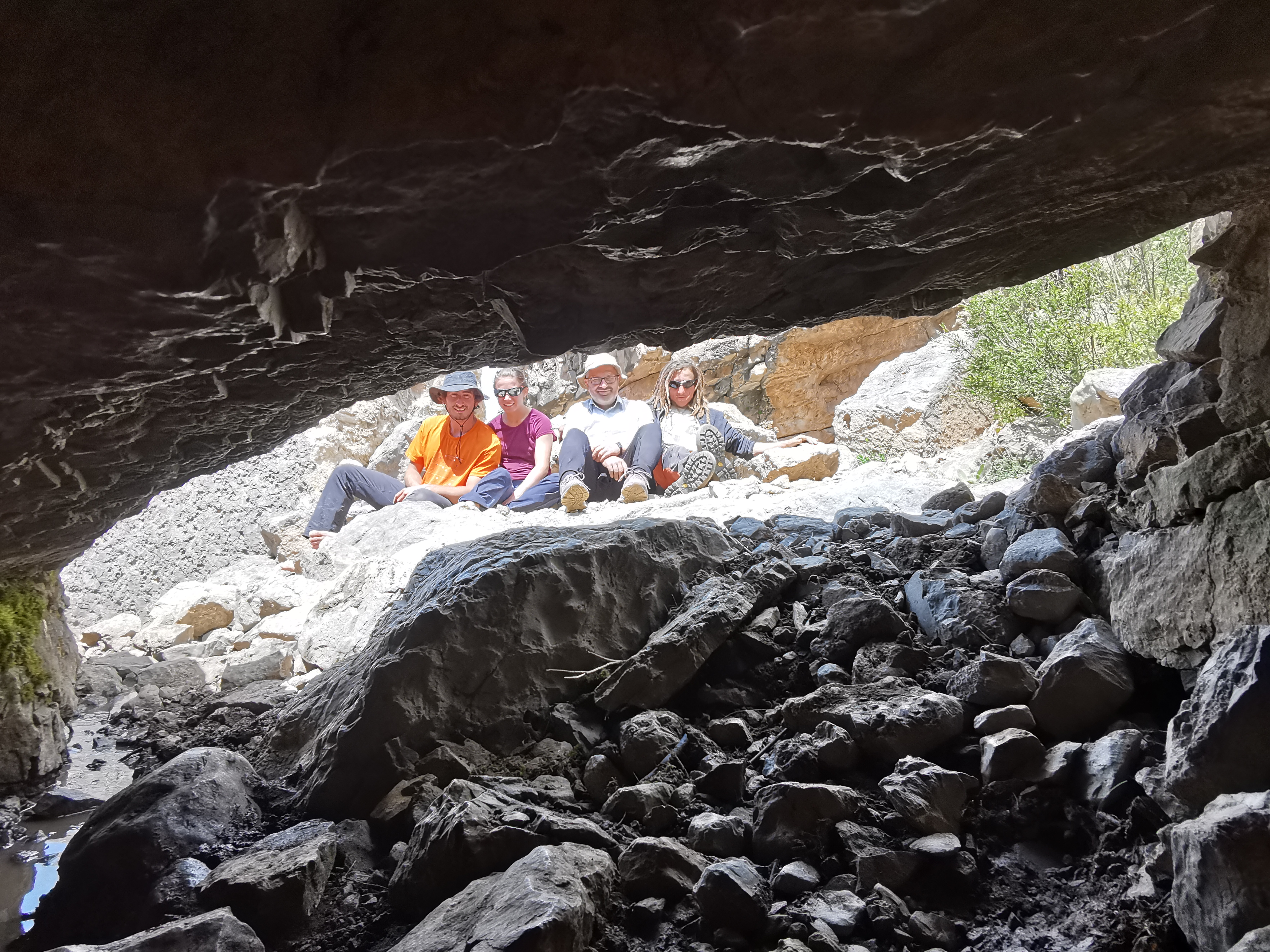
Blick aus dem Höhleneingang

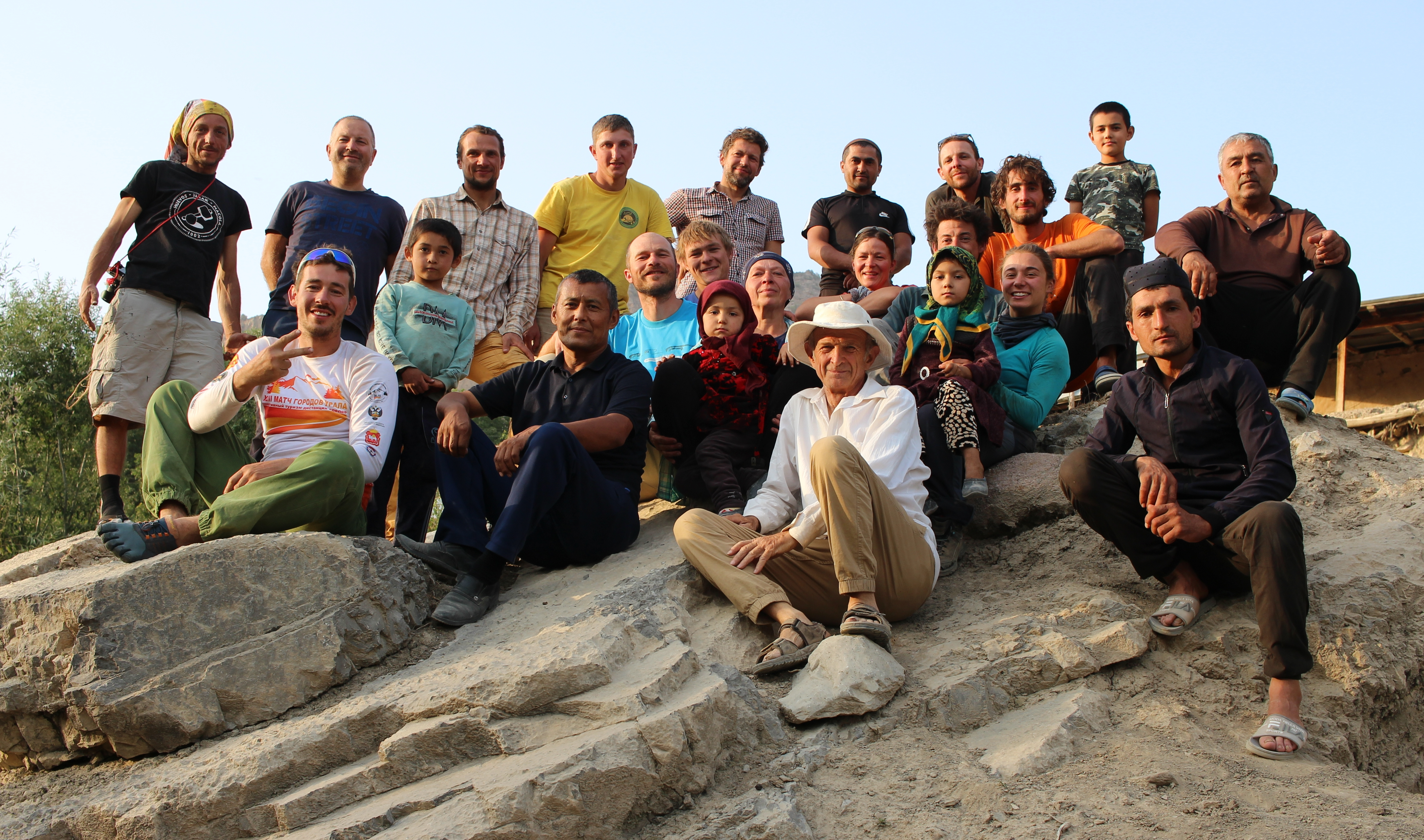
Mitglieder der Boybuloq-Expedition 2021 in Dehibolo

1970 begab sich Mustafo Holmominov, ein Bauer und Volksheiler aus Dehibolo, mit seinem Sohn zur Höhle (ein vierstündiger Fußmarsch). Zuvor hatte er die Höhle bereits mehrmals besucht. Mustafo betrat die Höhle allein, kehrte jedoch nie zurück. Der Höhlengang ist schwer zugänglich, und mehrere Versuche in den folgenden Jahren, ihn zu finden, schlugen fehl. 1985 erkundete eine Gruppe russischer Höhlenforscher, Teil einer Expedition des Ekaterinburg Speleo Club (SGS), die Umgebung nach neuen Höhlen. In Kurgancha hörten sie die Geschichte von Mustafo und machten sich auf den Weg nach Dehibolo und zur Höhle. Nach einem hohen, aber schmalen 600 Meter langen Gang stießen sie auf eine 27 Meter tiefe Grube und fanden am Boden die Überreste von Mustafo. In den folgenden Sommern fanden große Expeditionen des SGS und der ASU – Vereinigung der Ural-Speleologen statt, mit italienischen und britischen Teilnehmern. 1987 wurden Mustafas Überreste seiner Familie zurückgegeben, und 1992 wurde die Höhle auf eine Tiefe von 1415 Metern (1158 Meter abwärts, 257 Meter aufwärts) erkundet, womit sie zur tiefsten Höhle Zentralasiens wurde.
Die Auflösung der Sowjetunion 1991 und die Schließung des südlichen Usbekistan für Ausländer wegen der Überflüge amerikanischer Kampfflugzeuge vom Karshi-Khanabad Luftwaffenstützpunkt (150 km nordwestlich von Dehibolo) in den Jahren 2001 bis 2005 während des Afghanistan-Kriegs erschwerten die weitere Erforschung von Boybuloq. Seit 2007 verlagerte sich der Fokus der SGS- und ASU-Expeditionen von Chul-Bair auf den benachbarten Gebirgszug Hodja-Gur-Gur-Ata. 2015 untersuchte eine Expedition den unteren Teil des Chul-Bair-Kamms über Dehibolo und entdeckte mehrere Höhlen, darunter eine besonders vielversprechende mit einem Eingang auf 2522 Metern Höhe. Später wurde sie nach Aleksandr Višnevskij, einem langjährigen Expeditionsleiter, benannt und bis 2024 auf eine Tiefe von 1283 Metern erkundet. Im Jahr 2021 wurde die Boybuloq-Höhle auf eine Tiefe von 1430 Metern und 2023 auf 1517 Meter erweitert und zählt somit zu den tiefsten Höhlen der Welt. Von großer Bedeutung für Dehibolo ist, dass die Gänge der Höhlen Boybuloq und Višnevskij Teil desselben Höhlennetzwerks sind (Abstand zwischen den Höhlen unter 100 Metern). Wenn die Verbindung hergestellt wird, wäre die Höhle mit 2033 Metern Tiefe im Jahr 2024 die dritttiefste Höhle der Welt.